# ОШ „Вељко Дугошевић” Турија
ОШ „Вељко Дугошевић” у Турији, насељеном месту на територији општине Кучево, државна је установа основног образовања.
Школа је са радом почела 1889. године. Поред матичне школе, настава се изводи и издвојеном одељењу у Kаони, где се настава реализује до четвртог разреда. 